# Käthe Heidersbach
Käthe Heidersbach (30. Oktober 1897 in Breslau – 26. Februar 1979 in Kyrkhult, Gemeinde Olofström, Schweden) war eine deutsche Opernsängerin (Sopran).

## Leben und Werk
Ursprünglich wollte Heidersbach Pianistin werden und studierte Klavier am Konservatorium ihrer Heimatstadt. Danach nahm sie Gesangsunterricht bei Juan Luria, der später vom NS-Regime interniert und 1943 im Vernichtungslager Sobibor ermordet wurde, bei Lola Beeth und Fred Husler. Die Sopranistin debütierte 1922 am Stadttheater von Detmold und war von 1924 bis 1927 am Opernhaus von Breslau engagiert. 1927 bis 1944 wurde sie an die Staatsoper Unter den Linden in Berlin verpflichtet.
Gastspiele führten die Künstlerin nach Dresden, Amsterdam, Wien, Zürich, Hamburg, München und Barcelona. Bei den Bayreuther Festspielen war sie in den Jahren 1928 bis 1934 verpflichtet und sang dort Waldvogel, Freia, Gutrune, Elsa und Eva, sowie 1934 ein Blumenmädchen in der ersten Bayreuther Neuinszenierung des Parsifal seit Richard Wagners Uraufführungsinszenierung.
1934 wurde sie an ihrem Stammhaus zur Preußischen Kammersängerin ernannt. Laut Joseph Goebbels soll sie dort jedoch nicht zufrieden gewesen sein, da sie sich bei ihm im März 1939 über zu wenig Singzeit beklagt haben soll. Am 2. Juni 1939 sang sie die Eva in einer Galavorstellung der Meistersinger von Nürnberg zu Ehren des Prinzregenten Paul von Jugoslawien, welcher auch Adolf Hitler beiwohnte. Es dirigierte Herbert von Karajan. Im September 1941 trat Heidersbach im besetzten Krakau als „Träger des deutschen Kulturwillens im Osten“ auf, unter anderem am dortigen Theater der SS und der Polizei. Dabei kam es zu einem Mittagessen mit Generalgouverneur Hans Frank.
Heidersbach war in erster Ehe mit dem Arzt Johannes Eppinger verheiratet. Ihre zweite Ehe ging sie 1928 mit dem schwedischen Opernsänger Nils Källe ein, der ebenso wie sie von 1924 bis 1927 an der Oper von Breslau engagiert war. Nach 1945 war sie als Konzertsopranistin und Lehrerin in Stockholm tätig, wohin sie ihren Wohnsitz verlagert hatte.

## Theater
- 1927: Giuseppe Verdi: Luisa Miller (Luise Miller) – Regie: Hanns Schulz-Dornburg (Staatsoper am Platz der Republik Berlin)
- 1928: Domenico Cimarosa: Die heimliche Ehe (Carolina) – Regie: Eugen Keller (Staatsoper am Platz der Republik Berlin)
- 1928: Georges Bizet: Carmen (Micaëla) – Regie: Ernst Legal (Staatsoper am Platz der Republik Berlin)
- 1929: Heinrich Marschner: Hans Heiling (Anna) – Regie: Ernst Legal (Staatsoper am Platz der Republik Berlin)
- 1929: Wolfgang Amadeus Mozart: Die Zauberflöte (Pamina) – Regie: Ewald Dülberg (Oper am Platz der Republik)
- 1930: Carl Maria von Weber: Der Freischütz (Agathe) – Regie: Hermann Merz (Waldoper Sopot)
- 1930: Wolfgang Amadeus Mozart: Don Giovanni (Donna Elvira) – Regie: Richard Weichert (Städtische Oper Berlin)
- 1930: Daniel-François-Esprit Auber: Die Stumme von Portici – Regie: Arthur Pohl (Oper am Platz der Republik)
- 1933: Richard Wagner: Das Liebesverbot (Isabella) – Regie: Franz Ludwig Hörth (Deutsche Staatsoper Berlin)
- 1949: Wolfgang Amadeus Mozart: Figaros Hochzeit – Regie: ? (Städtische Oper Berlin)

## Diskografie (Auswahl)
- Schlesische Sänger von Weltruf, mit Rose Ader-Trigona, Susanne Dessoir, Irene Eisinger, Käthe Heidersbach, George Henschel. [München]: Koch Internat., 1991. Historische Aufnahmen.
- Lebendige Vergangenheit - Four German Sopranos Of The Past (CD). Margarete Bäumer, Emmy Bettendorf, Käthe Heidersbach, Else Gentner-Fischer, Preiser/Naxos, Wien 1998 [Heidersbach interpretiert Szenen aus Figaros Hochzeit, Die Zauberflöte, Der Freischütz und Tannhäuser]
- Max Lorenz (Tenor): Max Lorenz – The complete Electrola recordings 1927–42, Chor und Orchester der Staatsoper Berlin, mit Käthe Heidersbach, darin O Fürstin! (Zweite Szene des 2. Aufzuges der Oper Tannhäuser)
- Auszüge aus Giordano: Andre Chénier, Chor und Orchester der Staatsoper Berlin, Dirigent: Robert Heger, mit Helge Rosvaenge, Käthe Heidersbach, Willi Domgraf-Fassbaender u. a. (Höhepunkte in deutscher Sprache - Historische Aufnahme aus dem Jahre 1942) [Vinyl-LP] [Schallplatte]
- Auszüge aus Arabella  von Hugo von Hofmannsthal und Richard Strauss, mit Käthe Heidersbach, Lotte Lehmann (Sopran) und dem Orchester der Staatsoper Berlin, Dirigent: Richard Jäger, beide 1933 (DRA 50-07580): Er ist der Richtige nicht für mich ... Aber der Richtige, wenn's einen gibt für mich. und Mein Elemer!
- Auszug aus Weber: Der Freischütz, „Wie? Was? Entsetzen“, mit Irene Eisinger, Käthe Heidersbach und Erik Wirl. Historische Aufnahme auf: Abc Der Gesangskunst Teil 2, CD2, 2000